# RD-180
RD-180 (ros. РД-180) – dwukomorowy silnik rakietowy zaprojektowany i produkowany przez rosyjskie przedsiębiorstwo NPO Energomasz, stanowiący pochodną czterokomorowych silników RD-170 i RD-171, używanych w rosyjskich rakietach nośnych Energia i Zenit. Silnik oferowany jest na rynku przez amerykańską spółkę RD AMROSS, stanowiącą joint venture Pratt & Whitney Rocketdyne (50%) i NPO Energomasz (50%). Silnik wykorzystuje technikę cyklu zamkniętego wzbogaconego ciekłym tlenem, opracowaną w Związku Radzieckim. na potrzeby rakiety N1. Technikę stosowano też w USA, Europie, Japonii oraz w Chinach. Radzieckie osiągnięcie owocowało 25-procentowym wzrostem wydajności silnika, względem dotychczas stosowanych technik ciekłopaliwowych. Silnik jest dostarczany m.in. do United Launch Alliance (ULA), gdzie został dostosowany do wymagań amerykańskich rakiet nośnych Atlas III i Atlas V.